# Yunohamella takasukai
Espèce
Yunohamella takasukai est une espèce d'araignées aranéomorphes de la famille des Theridiidae.

## Distribution
Cette espèce est endémique de Java en Indonésie. Elle se rencontre vers 1 100 m d'altitude sur le Merapi.

## Description
La femelle holotype mesure 4,00 mm et le mâle paratype 3,58 mm. Les mâles mesurent de 2,95 à 3,58 mm et les femelles de 3,79 à 4,47 mm.

## Étymologie
Cette espèce est nommée en l'honneur de Keizo Takasuka.

## Publication originale
- Yoshida, 2012 : A new species of the genus Yunohamella (Araneae: Theridiidae) from Mt. Merapi, Java, Indonesia. Acta Arachnologica, vol. 61, no 1, p. 19-20 (texte intégral).